# UFA Serial Drama
UFA Serial Drama ist eine UFA-Tochtergesellschaft mit Sitz in Potsdam-Babelsberg und ein Produzent von industriell gefertigten Fernsehformaten in Europa. Bis 2013 trug die Firma den Namen GrundyUFA TV Produktions GmbH.

## Unternehmen
Das Kerngeschäft des Unternehmens besteht aus Serien, die für private und öffentlich-rechtliche Sender hergestellt werden. Am Tag produziert UFA Serial Drama dafür bis zu 42 Minuten sendefähiges Material, das mehr als 750 Stunden fiktionales Programm im Jahr entstehen lassen kann. Mit Potsdam-Babelsberg, Köln-Ossendorf und Budapest verfügt UFA Serial Drama über drei Produktionsstandorte. Geschäftsführer des Unternehmens sind Joachim Kosack und Markus Brunnemann. Bis 2016 war Rainer Wemcken Geschäftsführer.

## Geschichte
Im Jahr 1992 entwickelte GrundyUFA mit Gute Zeiten, schlechte Zeiten (RTL) die erste tägliche Serie für den deutschen Fernsehmarkt. 1994 folgte das Format Unter uns (RTL) und im Jahr 1995 Verbotene Liebe (ARD). Mit Alles was zählt (RTL) führte GrundyUFA 2006 ein weiteres tägliches Serienformat ein.
Seit 1997 produziert GrundyUFA in Budapest die Serie Barátok Közt (Unter Freunden), die mit einem Marktanteil von rund 40 % das marktanteilstärkste TV-Format Ungarns ist.
Neben der Produktion von täglichen Serienformaten führte GrundyUFA 2004 das Genre der Telenovela in Deutschland ein und entwickelte Produktionen wie Wege zum Glück (ZDF von 2004 bis 2009 und 2012) und Verliebt in Berlin (Sat.1, von 2005 bis 2007).

## Neue Medien
Mit monatlich bis zu 40 Millionen Seitenaufrufen wurde die Internetseite von Gute Zeiten – schlechte Zeiten im Jahr 2004 mit dem Publikumspreis des Grimme Online Awards ausgezeichnet. 2008 entwickelte GrundyUFA mit der Pietshow die erste Webserie, die auf StudiVZ online ging und für den International Digital Emmy Award nominiert wurde. Staffel zwei des Online-Formats startete im Oktober 2009 und wurde im März 2010 ebenfalls für den International Digital Emmy Award nominiert. 
Neben Gute Zeiten, schlechte Zeiten verlängert UFA Serial Drama alle langlaufenden TV-Formate ins Internet. Dafür entwickelt das Unternehmen originären Content in Form von Webserien, Spin-offs, interaktiven Tools und Facebook-Gruppen. Diese werden von den firmeninternen Digital-Abteilungen produziert.
Im Rahmen der Social-Media-Aktivitäten hat UFA Serial Drama im November 2012 den YouTube-Channel Verbotene Liebe mit Content zur Serie gestartet. Nach den von dem Team von „digital“ produzierten, formatverlängernden Webserien Unter vier Augen (Alles was zählt), Clarissas Tagebuch (Verbotene Liebe) und Des Jäger Herz (Unter Uns) startete am 17. Dezember 2012 die Webserie Weil es Liebe ist… - Marlene & Rebecca auf dem neuen YouTube-Channel. 

## Produktionen
| Beginn | Ende          | Serientitel                                                       | Sender             | Genre                                  | Folgenanzahl * | Anmerkung                                   |
| ------ | ------------- | ----------------------------------------------------------------- | ------------------ | -------------------------------------- | -------------- | ------------------------------------------- |
| 1992   | läuft noch    | Gute Zeiten, schlechte Zeiten                                     | RTL                | Daily Soap                             | 8.000+         |                                             |
| 1994   | läuft noch    | Unter uns                                                         | RTL                | Daily Soap                             | 7.300+         |                                             |
| 1994   | 2015          | Verbotene Liebe                                                   | Das Erste          | Daily Soap                             | 4.664          |                                             |
| 1996   | 1997          | Alle zusammen – jeder für sich                                    | RTL II             | Daily Soap                             | 230            |                                             |
| 1997   | 2021          | Barátok közt                                                      | RTL Klub           | Daily Soap                             | 2.000          | als Magyar Grundy UFA                       |
| 1997   | 2007          | Hinter Gittern – Der Frauenknast                                  | RTL                | Weekly Soap                            | 403            |                                             |
| 1999   | 2000          | Mallorca – Suche nach dem Paradies                                | ProSieben          | Daily Soap                             | 200            | als Grundy UFA Baleares                     |
| 2000   | 2000          | Großstadtträume                                                   | RTL                | Weekly Soap                            | 7              | 16 Folgen produziert. Rest nie ausgestrahlt |
| 2000   | 2000          | Zwischen den Stunden                                              |                    | Web-Soap                               | 30             |                                             |
| 2003   | 2005          | Szeress Most!                                                     | RTL Klub           | Weekly Soap                            | 67             | als Magyar Grundy UFA                       |
| 2004   | 2005          | Bianca – Wege zum Glück                                           | ZDF                | Telenovela                             | 224            | in Zusammenarbeit mit teamWorx              |
| 2005   | 2007          | Verliebt in Berlin                                                | Sat.1              | Telenovela                             | 645            | in Zusammenarbeit mit Phoenix Film          |
| 2005   | 2009          | Wege zum Glück, vormals: Julia – Wege zum Glück                   | ZDF                | Telenovela                             | 789            |                                             |
| 2005   | 2006          | Sophie – Braut wider Willen                                       | Das Erste          | Telenovela                             | 65             |                                             |
| 2005   | 2006          | Tessa – Leben für die Liebe, vormals: Leben für die Liebe         | ZDF                | Telenovela                             | 125            |                                             |
| 2006   | läuft noch    | Alles was zählt                                                   | RTL                | Daily Soap                             | 4.400+         |                                             |
| 2008   | 2008          | Pietshow                                                          | studiVZ            | Web-Soap                               | 15             | Internet-Produktion für studiVZ             |
| 2009   | 2010          | Hanna – Folge deinem Herzen, vormals: Alisa – Folge deinem Herzen | ZDF                | Telenovela                             | 370            | in Zusammenarbeit mit teamWorx              |
| 2009   | 2010          | Wir sind größer als GROSS                                         | MySpace            | Web-Soap                               | 10             | Internet-Produktion für MySpace             |
| 2009   | 2010          | Eine wie keine                                                    | Sat.1              | Als Seifenoper angekündigte Telenovela | 212            | in Zusammenarbeit mit Phoenix Film          |
| 2015   | 2015          | Mila                                                              | Sat.1, später Sixx | Als Seifenoper angekündigte Telenovela | 75             |                                             |
| 2016   | läuft noch    | Spotlight                                                         | Nickelodeon        | Daily Soap                             | 283+           | in Zusammenarbeit mit Nickelodeon           |
| 2016   | 2016          | Sterne von Berlin – Die jungen Polizisten                         | RTL II             | Daily Soap                             | 20             |                                             |
| 2018   | 2019          | Freundinnen – Jetzt erst recht                                    | RTL                | Daily Soap                             | 159            |                                             |
| 2020   | 2021          | Sunny – Wer bist du wirklich?                                     | TVNOW              | Drama                                  | 20             | Miniserie                                   |
| 2020   | 2021          | Verbotene Liebe – Next Generation                                 | TVNOW              | Drama                                  | 10             |                                             |
| 2021   | 2021          | Nihat – Alles auf Anfang                                          | RTL+               | Drama                                  | 10             | Miniserie                                   |
| 2022   | 2023          | Leon – Glaub nicht alles, was du siehst                           | RTL+               | Drama                                  | 9              | Miniserie                                   |
| 2022   | 2023          | Irgendwas mit Medien                                              | ARD Mediathek      | Mockumentary                           | 8              | Miniserie                                   |
| 2024   | in Produktion | Uferpark – Gute Zeiten, wilde Zeiten                              | RTL+, Super RTL    | Drama                                  | 26             |                                             |

* Die in der Tabelle angegebene Folgenanzahl entspricht der Anzahl der gesendeten Folgen.